# Buzen (Fukuoka)

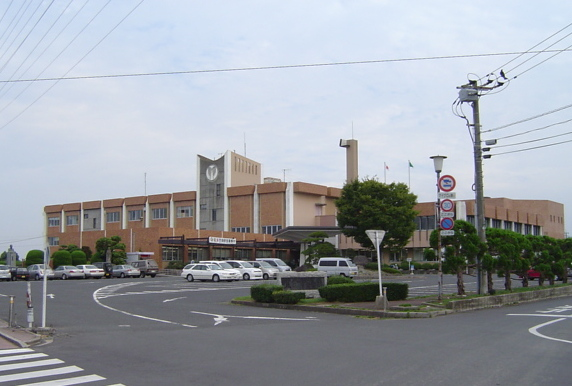
Gemeentehuis van Buzen

Buzen (豊前市, Buzen-shi) is een stad (shi) in de prefectuur Fukuoka in Japan. Op 1 april 2009 had de stad naar schatting 27.295 inwoners en een bevolkingsdichtheid van 246 bewoners per km². Het totale gebied beslaat 111,17 km².

## Geschiedenis
Op 10 april 1955 werd de gemeente Hachiya (八屋町, Hachiya-machi) samengevoegd met de dorpen Tsunoda (角田村, Tsunoda-mura), Yamada (山田村, Yamada-mura), Mikekado (三毛門村, Mikekado-mura), Kurotsuchi (黒土村, Kurotsuchi-mura), Senzoku (千束村, Senzoku-mura), Yokotake (横武村, Yokotake-mura), Aikawa (合河村, Aikawa-mura) en Iwaya (岩屋村, Iwaya-mura) tot de stad Unoshima (宇島市). Op 14 april 1955 werd deze stad hernoemd tot Buzen.

## Verkeer

### Trein
- JR Kyushu: stations Buzen-Shōe, Mikekado en Unoshima
  - Nippo-lijn

### Weg
- Buzen ligt aan autoweg 10. Buzen ligt tevens aan de prefecturale wegen 1, 2, 32, 103, 113,207,208,222, 226,227,230 en 232.

### Luchthaven
De dichtstbijzijnde luchthaven is de Luchthaven van Kitakyushu (Kitakyūshū Airport).

### Afstanden tot grote steden
- Fukuoka - 80km
- Kitakyushu - 45km
- Yukuhashi - 20km
- Nakatsu - 7km

## Aangrenzende steden en gemeenten
- District Chikujō
  - Chikujō
  - Yoshitomi
  - Kōge
- Prefectuur Oita
  - Nakatsu

## Geboren in Buzen
Ryoichi Yazu (矢頭良一 , Yazu Ryōichi, 30 juni 1878 - 16 oktober 1908), een uitvinder